# Sakule
Sakule (serbocroata cirílico: Сакуле) es un pueblo de Serbia perteneciente al municipio de Opovo en el distrito de Banato del Sur de la provincia autónoma de Voivodina.
En 2011 tenía 1847 habitantes, casi todos étnicamente serbios.
Se conoce la existencia de Sakule desde 1432, cuando era un pueblo dependiente de Kovin en el reino de Hungría. El pueblo siguió habitado en tiempos del Imperio otomano y del Imperio Habsburgo, siempre como un asentamiento de mayoría étnica serbia.
Se ubica junto a la orilla oriental del río Tamiš, a medio camino entre Baranda e Idvor.